# Esteban Platko
Esteban Platko, originalmente István Plattkó, (Budapest, 1898 - Palma de Mallorca, 16 de noviembre de 1966) fue un futbolista y entrenador de fútbol húngaro que desarrolló una dilatada carrera como técnico en España. Era hermano de los también futbolistas Francisco Platko y Carlos Platko. Fue el primer entrenador de la historia del Real Valladolid.

## Trayectoria
- 1928–1930: Real Valladolid
- 1930–1933: Arenas Club de Guecho
- 1933–1936: Real Valladolid
  - Guerra Civil Española
- 1939–1940: Real Valladolid
- 1943–1945: Granada C. F.
- 1949–1950: Atlético Baleares
- 1955–1956: R. C. D. Mallorca